# Стефан Белев
Стефан Иванов Белев (изписване до 1945 година: Стефанъ Ивановъ Бѣлевъ) е български просветен деец от Македония.

## Биография
Стефан Белев е роден в Охрид. Завършва философия, педагогика и политически науки в Берлинския университет в 1896 година, държавни науки в Гайфсвалд в 1903 година, право в Тюбинген в 1906 година, Нанси в 1907 година и Берн в 1907 година. В 1901/1902 година е учител в Солунската българска мъжка гимназия по чужди езици.
След Междусъюзническата война емигрира в Свободна България и се установява в София, е назначен за подначалник в Отделението за чуждестранна кореспонденция в централата на Българската народна банка. След това заминава за Берлин, където първоначално се записва за студент по философия, а след една година се прехвърля в Юридическия факултет и получава степен лисансие по правните и държавни науки. След завръщането си в България е назначен за началник на Отделението за чуждата кореспонденция в БНБ. През Първата световна война, когато Вардарска Македония е освободена, за няколко месеца Стефан Белев е окръжен управител в родния си Охрид. Владее немски, английски, френски, руски, гръцки и турски език. Белев е дъновист.